# 9672 Rosenbergerezek
9672 Rosenbergerezek eller 1997 TA10 är en asteroid i huvudbältet som upptäcktes den 5 oktober 1997 av den tjeckiske astronomen Petr Pravec vid Ondřejov-observatoriet. Den är uppkallad efter Kamila Rosenberger och Tomaš Rezek, vänner till upptäckaren.
Asteroiden har en diameter på ungefär 14 kilometer.